# Alev Irmak
Alev Irmak (* 1980 in Tercan, Türkei) ist eine österreichische Schauspielerin.

## Leben
Alev Irmak kam aus Vorarlberg nach Wien um Psychologie zu studieren. Parallel dazu spielte sie unter Aslı Kışlal im Daskunst sowie in einem Jugendzentrum Theater, die Aufführungen fanden im Interkult Theater statt.
Ab 2005 hatte sie unter anderem Engagements am Schauspielhaus Wien, am Dschungel Wien, am Theater Nestroyhof Hamakom und am Garage X Theater Petersplatz. 2011/12 war sie am 3raum-Anatomietheater unter Hubsi Kramer in Wiener Blut: Oper-rette sich wer kann und Flammende Liebe zu sehen. Seit 2014 ist sie Mitglied des Aktionstheater Ensemble. Unter der Regie von Martin Gruber spielte sie mit dem Ensemble unter anderem 2014 am Festspielhaus Bregenz in Pension Europa und 2016 in Jeder gegen Jeden. Am Innsbrucker Theater Praesent stand sie 2016 in Menstruationshintergrund auf der Bühne.
In der Fernsehserie Die Lottosieger spielte sie 2011/12 die Rolle der Selma Özgür, in der Fernsehserie CopStories verkörperte sie von 2014 bis 2019 die Rolle der Vorarlbergerisch sprechenden Gerichtsmedizinerin Azra. Seither arbeitete Alev Irmak unter der Regie von Filmschaffenden wie Umut Dag, Barbara Eder, Marvin Kren, Erhard Riedelsperger, Michael Riebl, Wolfgang Murnberger und David Schalko. Neben ihrer Tätigkeit als Schauspielerin ist sie als Schauspielcoach (irmakcoaching) und Intimitätskoordinatorin aktiv. Seit 2019 lebt sie in Berlin.

## Auszeichnungen
- 2015: Kulturpreis Vorarlberg – Anerkennungspreis[5][6]

## Filmografie (Auswahl)
- 2010: Willkommen in Wien
- 2011: SOKO Donau/SOKO Wien – Tür an Tür (Fernsehserie)
- 2012: Kuma
- 2012: Deine Schönheit ist nichts wert
- 2011–2012: Die Lottosieger (Fernsehserie, 15 Folgen)
- 2013: Local Heroes
- 2014: Die Kraft, die Du mir gibst
- 2014: Tatort: Die Feigheit des Löwen (Fernsehreihe)
- 2014–2019: CopStories (Fernsehserie, 15 Folgen)
- 2015: Altes Geld (Fernsehserie, zwei Folgen)
- 2015: Planet Ottakring
- 2016: SOKO Leipzig – Kein Platz für Moral
- 2017: Aktenzeichen XY … ungelöst
- 2017: Kebab extra scharf! (Fernsehfilm)
- 2018: Womit haben wir das verdient?
- 2019: Walking on Sunshine (Fernsehserie, elf Folgen)
- 2019: Dennstein & Schwarz – Pro bono, was sonst! (Fernsehreihe)
- 2020: Die Massnahme (Webserie, sieben Folgen)
- 2021: Am Anschlag – Die Macht der Kränkung (Fernsehserie, sechs Folgen)
- 2022: Ein Fall für zwei – Tod auf der Zora (Fernsehserie)
- 2023: Morden im Norden – Kleiner Bruder (Fernsehserie)
- 2023: Schnell ermittelt – Lisa Migutsch (Fernsehserie)
- 2023: Manta Manta – Zwoter Teil
- 2023: Der Metzger traut sich (Fernsehreihe)
- 2023: Stralsund: Der lange Schatten (Fernsehreihe)
- 2023: Himmel, Herrgott, Sakrament – Der Pfarrer und die Frauen (Fernsehserie)
- 2023: Großstadtrevier – Opfer oder Täter (Fernsehserie)
- 2024: Der Metzger – Mordstheater (Fernsehreihe)
- 2024: A Better Place (Fernsehserie)
- 2025: SOKO Leipzig – Faule Eier (Fernsehserie)